# 嘉荫县
嘉荫县是黑龙江省伊春市下辖的一个县。因嘉荫河得名，位于黑龙江省北部，小兴安岭北麓。东北界河黑龙江与俄罗斯相邻，面积6740平方公里。省属嘉荫农场和乌拉嘎金矿在境内，县政府驻朝阳镇。

## 历史
1916年境内设乌云设治局，1927年在观音山北（保安村）建立佛山设治局，1929年分别置乌云县和佛山县，1945年后乌云县并入佛山县，成今版图。1955年因为与广东省佛山市重名而改名嘉荫县，1979年划归伊春市。

## 人口
根據第七次人口普查數據，截至2020年11月1日零時，嘉蔭縣常住人口為56523人。

## 地理
本县地处小兴安岭的东北麓，地势本南高、东北低，沟壑纵横，丘陵广布，漫岗，平原相间。主要河流除界河黑龙江外，还有嘉荫河、结烈河、乌云河、乌拉嘎河、平阳河等50余条，皆属黑龙江水系，水利资源丰富。

## 行政区划
嘉荫县下辖4个镇、5个乡：
朝阳镇、乌云镇、乌拉嘎镇、保兴镇、常胜乡、向阳乡、沪嘉乡、红光乡、青山乡、太平林场、清河林场、马连林场和嘉荫农场。

## 交通
有伊春至嘉荫、绥滨至嘉荫、孙吴至嘉荫三条公路，内河航运五到十月上至黑河市，下入松花江。
- 331国道过境。

## 经济
农业开发较晚，粮食作物以小麦，大豆为主。兼种玉米、谷子、水稻等作物。黑龙江岸村屯渔业发达，产大马哈鱼、鲟鱼、鲤鱼等。森林面积广阔，属温带针阔混交林，树种繁多，有柞树、桦、胡桃、水曲柳等。山产品有黑木耳、猴头蘑、蕨菜等。金矿开采历史悠久，早在清末乌拉嘎金矿就闻名遐尔，此外，还有硫铁矿、蛇纹石、琥珀、褐煤等矿藏。有农机修造、木材加工、制砖等工厂，特别是在1988年国务院批准嘉荫为国家一类口岸后，该县与俄罗斯、白俄罗斯等独联体国家的进出口贸易额与日俱增。

## 旅游
- 恐龙国家地质公园：黑龙江嘉荫恐龙国家地质公园。
- 茅兰沟国家森林公园、国家地质公园。
- 国家矿山公园：黑龙江嘉荫乌拉嘎国家矿山公园。
- 保兴兰花池、观音山、太平岛、白山头沙林、界江公园和恐龙山漂流度假村。